# Linard Gonthier

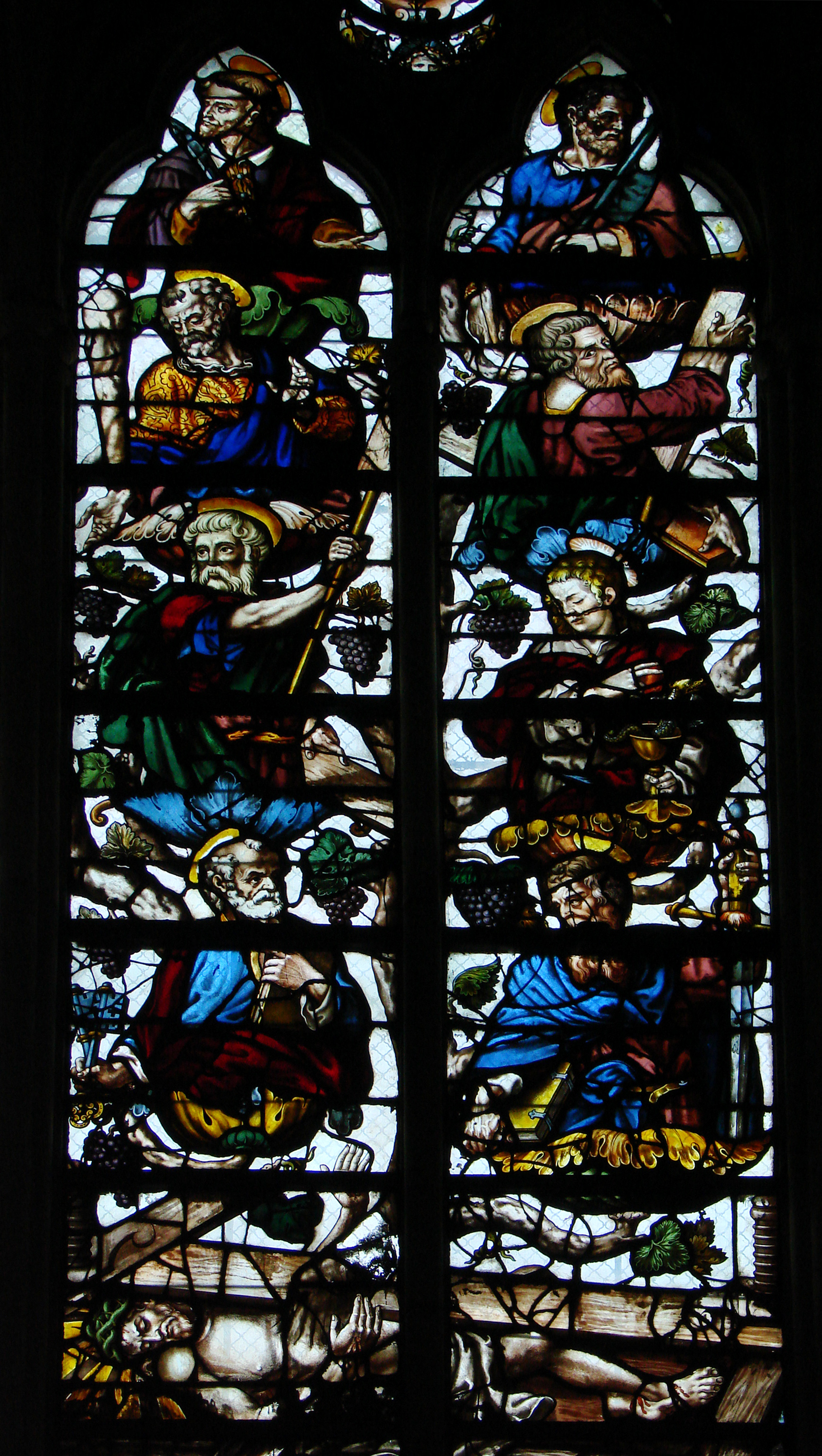
Vitrail du Pressoir mystique (1625) per Linard Gontier: Crist i els dotze apòstols (detall). Catedral de Troyes

Linard Gonthier (1565 - després de 1642) fou un pintor de vitralls que va treballar a Troyes, França. Entre les seves moltes obres, va emprendre la restauració dels vitralls de l'església de Sainte-Savine. La Rue Linard Gonthier de Troyes fou anomenada després de la seva mort.

## Obra
- Vitrall Vitrail du Pressoir mystique, de la imatge medieval de Jesús a la premsa de vi, en la quarta capella al llarg del passadís nord de la Catedral de Troyes, datada el 1625, mostrant una parra que salta del pit de Crist, amb els apòstols que surten de les seves flors)
- Pau, Pyrénées-Atlantiques, Musée national du château de Pau, Henri IV terrassant un centaure et la Bataille d'Ivry, dibuix de dos cares, datat el 1610, caixa de vitrall per l'Arquebuse Hotel a  Troyes, gravat per Hogenberg
- Troyes, Musée des Beaux-Arts, Un Arquebusier, compres de la ciutat a la venda Lebrun-Dalbanne, 29 mai 1884, n° 67, Troyes.[5][6]